# Tillman Thomas
Tillman Joseph Thomas (Saint Patrick, 13 juni 1945) was van 2008 tot 2013 eerste minister van Grenada. Nadat het National Democratic Congress (NDC) meer dan 13 jaar in de oppositie vertoefde wonnen ze in 2008 de verkiezingen waardoor Thomas, de partijleider op het moment van de verkiezingen, werd benoemd tot eerste minister. Bij de verkiezingen van februari 2013 verloor de NDC alle zetels. Zijn voorganger als premier, Keith Michell, werd daarna opnieuw tot premier benoemd. 